# فرانسيسكو ديز
فرانسيسكو ديز فاثكيث (9 سبتمبر 1910 – 16 أبريل 1967) كان لاعب كرة قدم إسباني لعب في مركز الهجوم لصالح ديبورتيفو لاكورونيا وريال مدريد في ثلاثينيات القرن العشرين.

## مسيرته الكروية
وُلد فرانسيسكو في 9 سبتمبر 1910 في قرجيطة، وبدأ مسيرته الكروية مع نادي بلدته أوروبا إف سي (الذي يُعرف حاليًا باسم أورثان)، ثم انتقل إلى فريق إمدن، والذي لعب معه في دوري الدرجة الثالثة الإسباني خلال موسم 1929–30.
في نهاية ذلك الموسم، انضم فرانسيسكو البالغ من العمر 20 عامًا إلى نادي ديبورتيفو لاكورونيا، حيث شكّل جبهة هجومية قوية في الجهة اليسرى إلى جانب اللاعب إدواردو فالينيو، وأسهم هذا الثنائي في فوز الفريق ببطولتي بطولة غاليسيا في عامي 1931 و1933. في 4 يناير 1931، خاض فرانسيسكو أول مباراة له في دوري الدرجة الثانية الإسباني وكانت خسارة أمام ريال بيتيس في إشبيلية. برز فرانسيسكو وإدواردو بسرعة، ما جعل الأندية الكبرى تهتم بهما، من بينها برشلونة، فسافرا في يوليو 1934 إلى العاصمة الكتالونية لخوض مباريات تجريبية، بما في ذلك مواجهتان وديتان ضد منتخب البرازيل ونادي ريال يونيون، وانتهت الأولى بالتعادل 4–4، والثانية بفوز فريقهم 4–2.
أبدت أندية أخرى اهتمامًا بالتعاقد معه، مثل سيلتا فيغو وأتلتيكو مدريد، لكن ريال مدريد هو من تمكن من التوقيع معه في النهاية، مقابل 10,000 بيزيتا دفعها للنادي الغاليسي.
في عام 1934، انضم فرانسيسكو إلى ريال مدريد، حيث لعب لمدة عامين، سجل خلالهما هدفين في 12 مباراة رسمية، بينها هدفان في 9 مباريات ضمن رابطة الدوري الإسباني. ساعد ريال مدريد في الفوز ببطولتين إقليميتين عامي 1935 و1936، إضافة إلى كأس الملك لعام 1936، رغم أنه لم يشارك في المباراة النهائية التي فاز فيها مدريد على برشلونة 2–1. وعندما حاولت برشلونة التعاقد معه، كان ديز يتقاضى 1,000 بيزيتا شهريًا في مدريد.
عاد فرانسيسكو إلى لاكورونيا لقضاء إجازته قبل ثلاثة أيام فقط من اندلاع الحرب الأهلية الإسبانية، فوجد نفسه عالقًا هناك، ما دفعه للعودة إلى ديبورتيفو، وفاز معه ببطولة غاليسيا للمرة الثالثة، بعدما تعادل الفريق في الجولة الأخيرة أمام نادي لوغو. خلال تلك المباراة، تعرض ديز لإصابة خطيرة نتيجة دخول حذاء أحد اللاعبين في ساقه، ورغم خضوعه لعملية جراحية في شنت ياقب، إلا أن حالته ساءت، واضطر إلى اعتزال كرة القدم.

## حياته اللاحقة ووفاته
بعد اعتزاله، عاش فرانسيسكو في فقر شديد، ولم يكن قادرًا على تغطية تكاليف علاجه في المستشفى إلا من خلال تبرعات مشجعي كرة القدم والمباريات الخيرية.
في 16 أبريل 1967، وأثناء مشاهدته مباراة بين قرطبة وإيركوليس على شاشة التلفاز في مستشفى شنت ياقب، حيث كان يتلقى العلاج من سرطان في ساقه، توفي فرانسيسكو ديز بنوبة قلبية عن عمر ناهز 56 عامًا.